# Jardin de la Perrine
Le Jardin de la Perrine est un jardin public situé dans la ville de Laval, en Mayenne.

## Histoire
La terre de La Perrine est citée pour la première fois lors de sa cession à Geoffroy de Parné, en 1293. L'édit seigneurial établissait une redevance au baron de Laval d'une paire d'éperons chaque année

### Lafolie
En 1756, un curé de campagne (celui d'Ahuillé paraît-il) décida de l'acquisition de la propriété pour y avoir dans la banlieue immédiate de Laval ce que l'on appelait encore une folie. Une pierre du pavillon porte la date de 1756, où il fut construit semble-t'-il sur les plans de l'architecte Pierre Pommeyrol.
À partir du XVIIIe siècle, le jardin appartient à la famille Foucault de Vauguyon.

### Achat par la Ville de Laval
En 1885, son propriétaire le perd au jeu et la ville de Laval le rachète, à la suite d'une décision du conseil municipal du 28 mars 1885. Victor Boissel présenta lui-même le projet d'acquisition de la Perrine, en y ajoutant les états des améliorations de toutes sortes qui pourraient ultérieurement pour l'établissement à Laval de services présentant un caractère d'utilité publique : Musée de tableaux,, et jardin botanique plus particulièrement. L'accent fut aussi mis sur l'aspect commercial.
Une étude faite par un architecte démontrait que les bâtiments constituant l'Hôtel de la Perrine, proprement dit, étaient susceptibles d'être transformée à moindre frais en Musée des Beaux-Arts. Cette étude eut probablement une grosse influence sur l'adoption du projet. Mais l'hôtel ne connaitra jamais la destination suggérée et ce n'est qu'en 1937 que la ca commune y implante alors le Musée-école de la Perrine. Le Musée des Beaux-Arts fut créé dans le secteur de la Perrine, et construit de 1890 à 1899, il devint le Musée des Sciences de Laval.
Le financement de l'opération nécessitera à la commune de mettre à sa disposition toutes les ressources existantes n'ayant pas encore reçu d'affectation mais aussi un emprunt. À ce sujet, plusieurs conseillers municipaux notifièrent leur désaccord voire leur opposition. Le projet fut adopté à une très forte majorité, et le principe d'un emprunt voté. La propriété faisait partie intégrante du patrimoine communale.
Un décret du 26 septembre 1885 déclare d'utilité publique la création d’un musée et d’un jardin botanique à Laval et le 20 septembre 1885 un arrêté de M. le Préfet de la Mayenne autorise la ville, au nom de son maire Aimé Billion à acquérir les bâtiments et terrains à Henri Foucault de Vauguyon fils, propriétaire, membre du Conseil général de la Mayenne (Canton d'Argentré).

### Le Pavillon
Avant l'installation du Musée-Ecole, le pavillon fut plus ou moins laissé à l'abandon, et servit longtemps d'abri pour les outils de jardinage, ainsi que d'entrepôt de matériel à la Croix-Rouge, Les Dames de France. Tout de même, la Société des Arts Réunis de Laval utilisait chaque année une salle pour une exposition de dessins scolaires.
À la retraite en 1935, Adrien Bruneau fonda avec le concours de son ancien condisciple de lycée Adolphe Beck, en 1936 le musée-école de La Perrine à Laval (Mayenne).
Dans la séance du Conseil Municipal de Laval du 27 octobre 1936, Jules Trohel, président de la Société des arts réunis de Laval, et conseiller municipal affectait le pavillon de Jardin de la Perrine à l' Ecole de dessin floral et d'Art appliqué. Le Musée-Ecole était né.

## Monuments et lieux touristiques
- Fontaine des Trois Croix
- Statue de jeune fille réalisée en 1870 par le sculpteur Hubert Lavigne
- Le tombeau du peintre Henri Rousseau (né à Laval en 1844) fut remis par le comité des amis d'Henri Rousseau le 12 octobre 1947.
- Le Bassin, qui existe depuis l'origine du jardin en 1885. Depuis 1993 il est orné d'une sculpture : L’Île jardin, œuvre de l'artiste lavallois Robert Lerivrain.
- L'Orangerie, bâtiment qui abritait jadis une collection de cactées et servait d'abris, l'hiver, pour des plantes d'orangerie. Elle a depuis été transformée en salle d'exposition.
- L'espace Alain Gerbault, lieu d'exposition permanente retraçant la vie du navigateur, inauguré en 1994.

## La faune
Le jardin abrite des moutons, chèvres, pigeons et oiseaux exotiques, poissons, lapins, cochons d'Inde.

## La flore
Outre la centaine de variétés de rosiers plantés dans la roseraie, le jardin abrite un chêne vert, des camélias, une allée de tilleuls (Tilia platyphyllos) âgés de 120 à 130 ans, un séquoïa géant, des cèdres et des plantes vivaces.
Plus rare, un Ginkgo biloba se trouve aussi dans le parc.

## Galerie

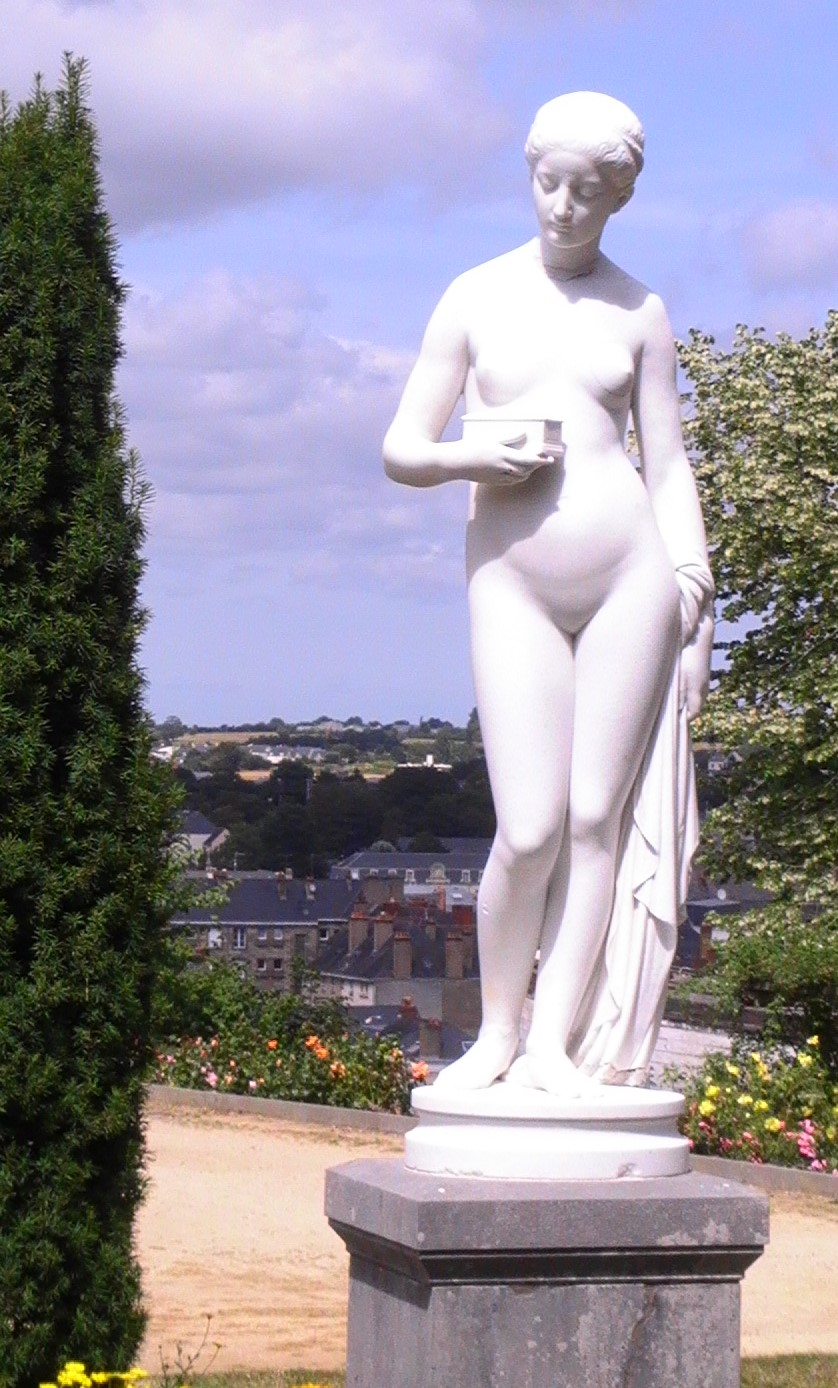
Statue de jeune fille - 1870 - Hubert Lavigne.
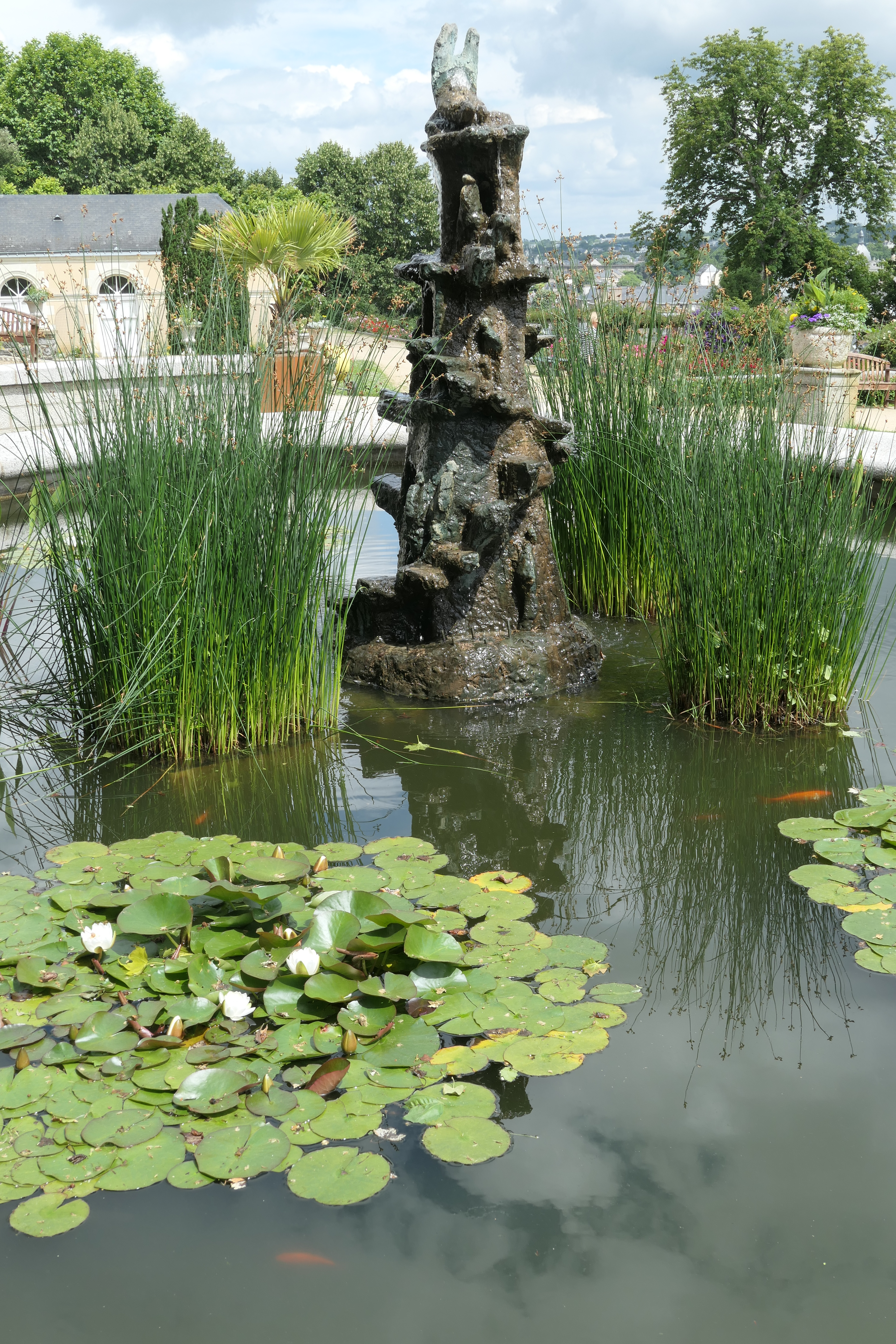
L’Île jardin - 1993 - Robert Lerivrain
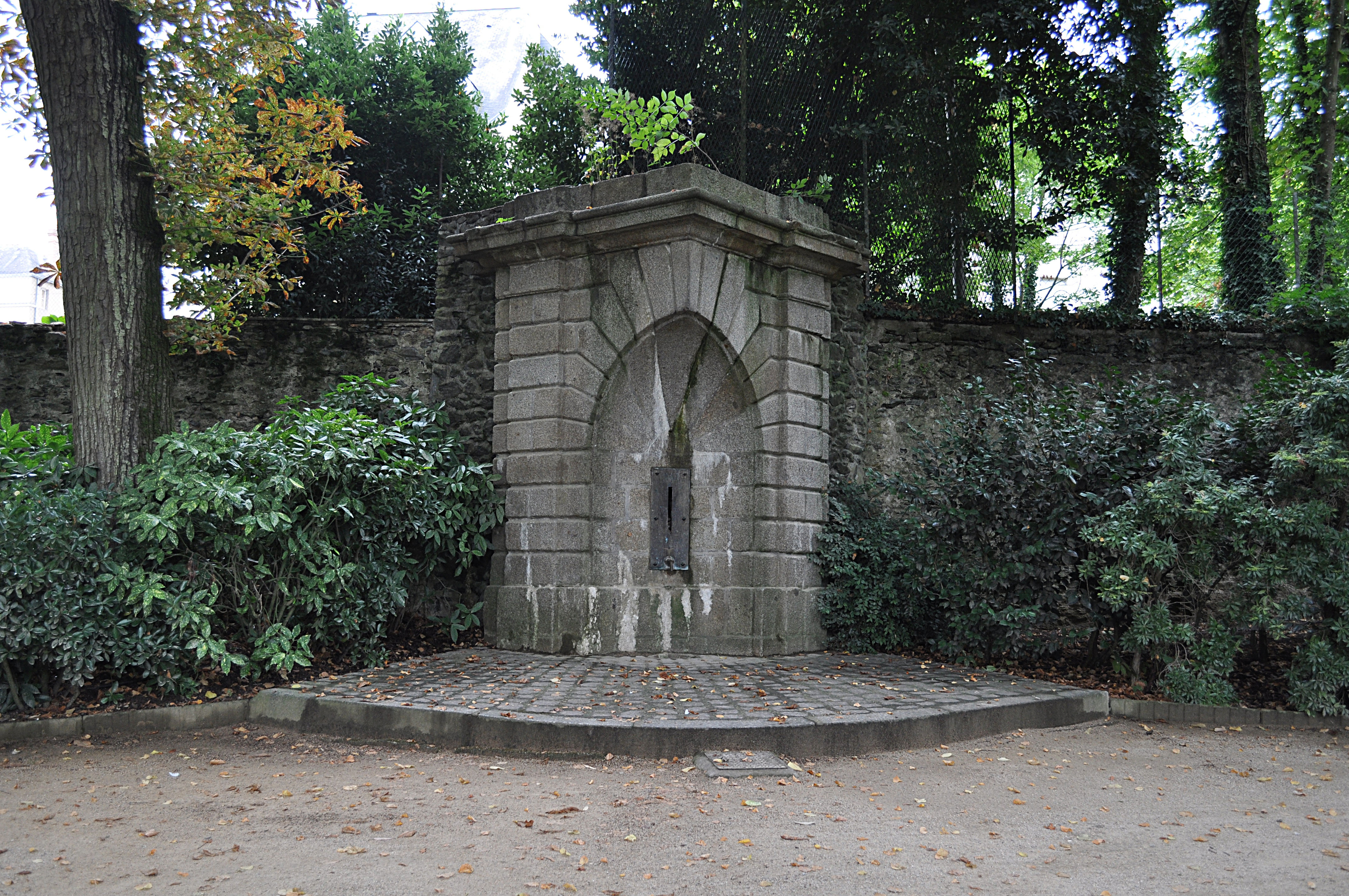
Fontaine des Trois Croix transférée au jardin de la Perrine en 1936[15].
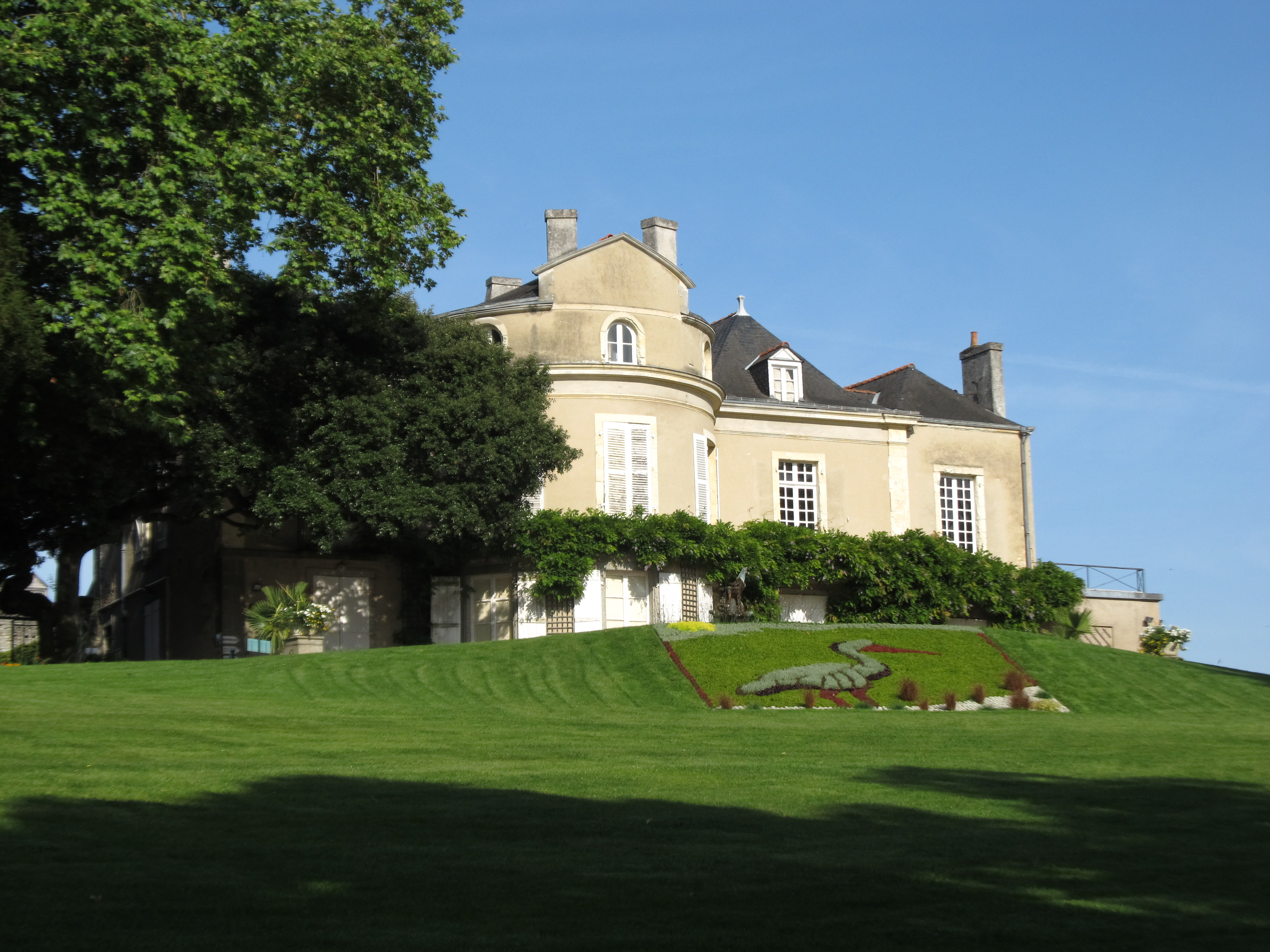
Le musée-école de la Perrine.